# RBS-15导弹

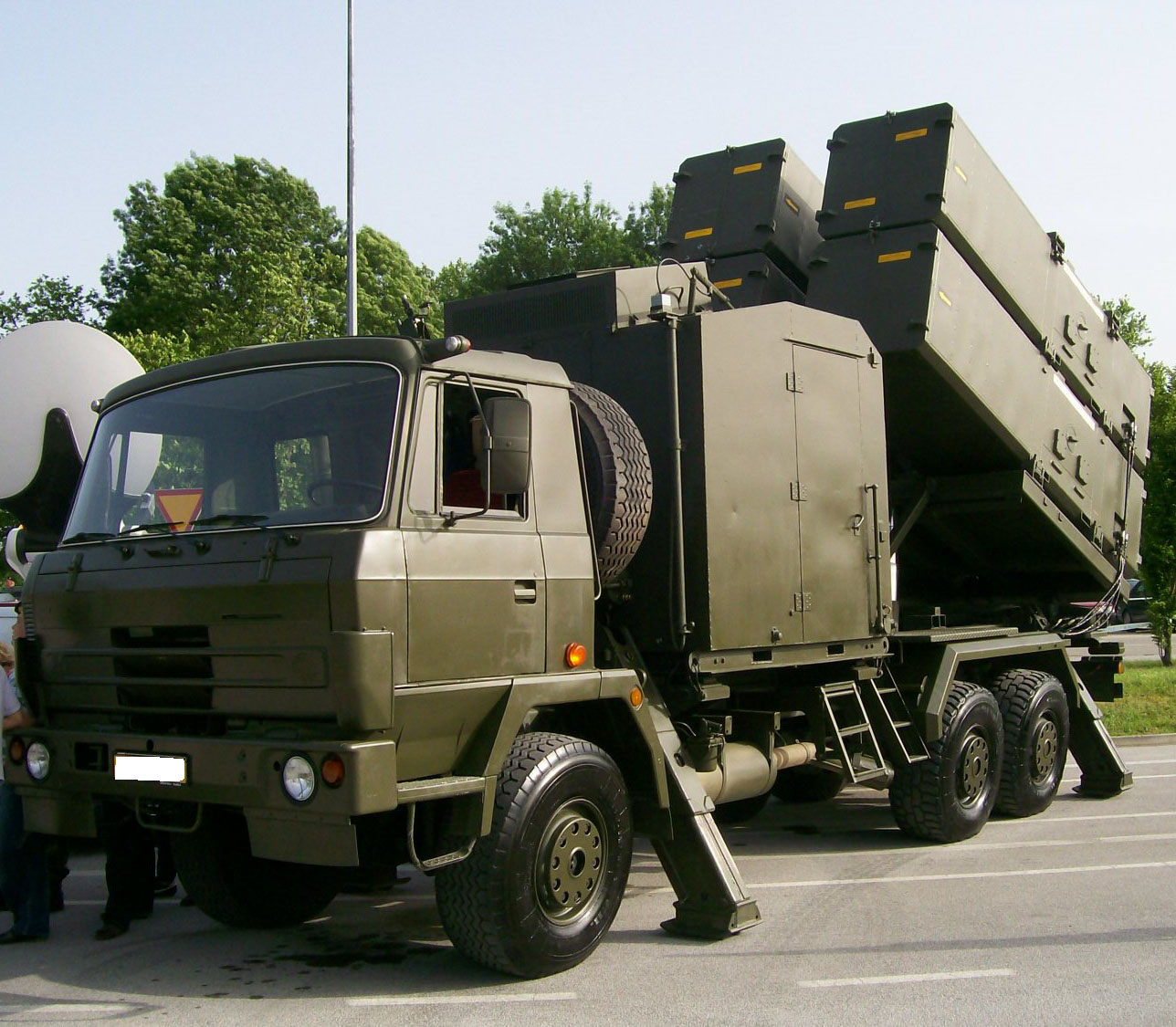
瑞典海軍的RBS-15反艦飛彈發射車

RBS-15（机器人系统-15）是一种远程次音速发射后不管地對地導彈及反舰空对面导弹，新推出的改版Mk. III又有了对陆战区外攻击能力，它由萨博博福斯动力开发。

## 开发
瑞典海军最早在哈兰德级驱逐舰上装了 北方航空公司CT20/RB08反舰导弹是1960年代早期的事。结果这一举动停止了海军上层想把海军变成一支近岸海军而不再拥有驱逐舰的打算，因为小一点的船根本装不下这种反舰导弹。

## 型號
RBS-15 Mk. I使用法國製微型TRI-60引擎，推力達3.73千牛頓,射程超過70公里。
RBS-15FMk. I的空射版，於1989年服役。
RBS-15 Mk. II可以由不同類型的平台發射，例如陸基發射車輛、飛機及船艦，射程超過70公里。
RBS-15SF銷售予芬蘭的Mk. II版本。
RBS-15 Mk. III自2004年開始生產，射程超過200公里，並具有對地攻擊的能力及新設計的彈頭。
RBS-15F ER空射型的Mk. III。
RBS-15SF-3新的Mk. III型及由Mk. II升級至Mk. III的外銷芬蘭型號。 芬蘭稱為「MTO 85M」
RBS-15 Mk. IV研發中。

## 用户
德国
德国K130型馬格德堡瀕海戰鬥艦裝備RBS15 Mk 3型反艦導彈。